# San Esteban de Gormaz
San Esteban de Gormaz est une commune espagnole située dans la province de Soria dans la communauté autonome de Castille-et-León. Cette petite ville est dans l’AOC Ribera del Duero et le "Camino del Cid".